# Socha Herkommana – Goliáše
Socha Herkommana, později změněná na sochu Goliáše, se nachází na terase nad levým břehem Labe v centru obce Kuks v okrese Trutnov v Královéhradeckém kraji, uprostřed pozůstatků historického komplexu barokních lázní, vybudovaných majitelem zdejšího panství hrabětem Františkem  Antonínem Šporkem na přelomu 17. a 18. století. Herkomman, jehož jméno je v různých dokumentech psáno též jako Herkoman, Herrkomman, Herkomann, Hercomanus nebo Herkomannus, v češtině uváděný pod jménem Zvykomil, je alegorická postava jakéhosi fiktivního „patrona" nepoctivých právníků, která byla vytvořena v okruhu přátel a umělců, obklopujících hraběte Šporka, a která měla zosobňovat všechny nespravedlnosti a nepoctivosti ve státě a v církvi. Socha, která byla kolorovaná a  byla doplněna posměšnými texty, vzbudila negativní odezvu u vídeňských úřadů a na rozkaz vyšších institucí byla pak přetesána do podoby biblické postavy Goliáše. Upravená socha Goliáše stojí naproti baroknímu hostinci U Zlatého slunce (Kuks čp. 26) a je součástí památkové rezervace Kuks, která byla vyhlášena Ministerstvem kultury České socialistické republiky s platností od 1. června 1971.

## Historie

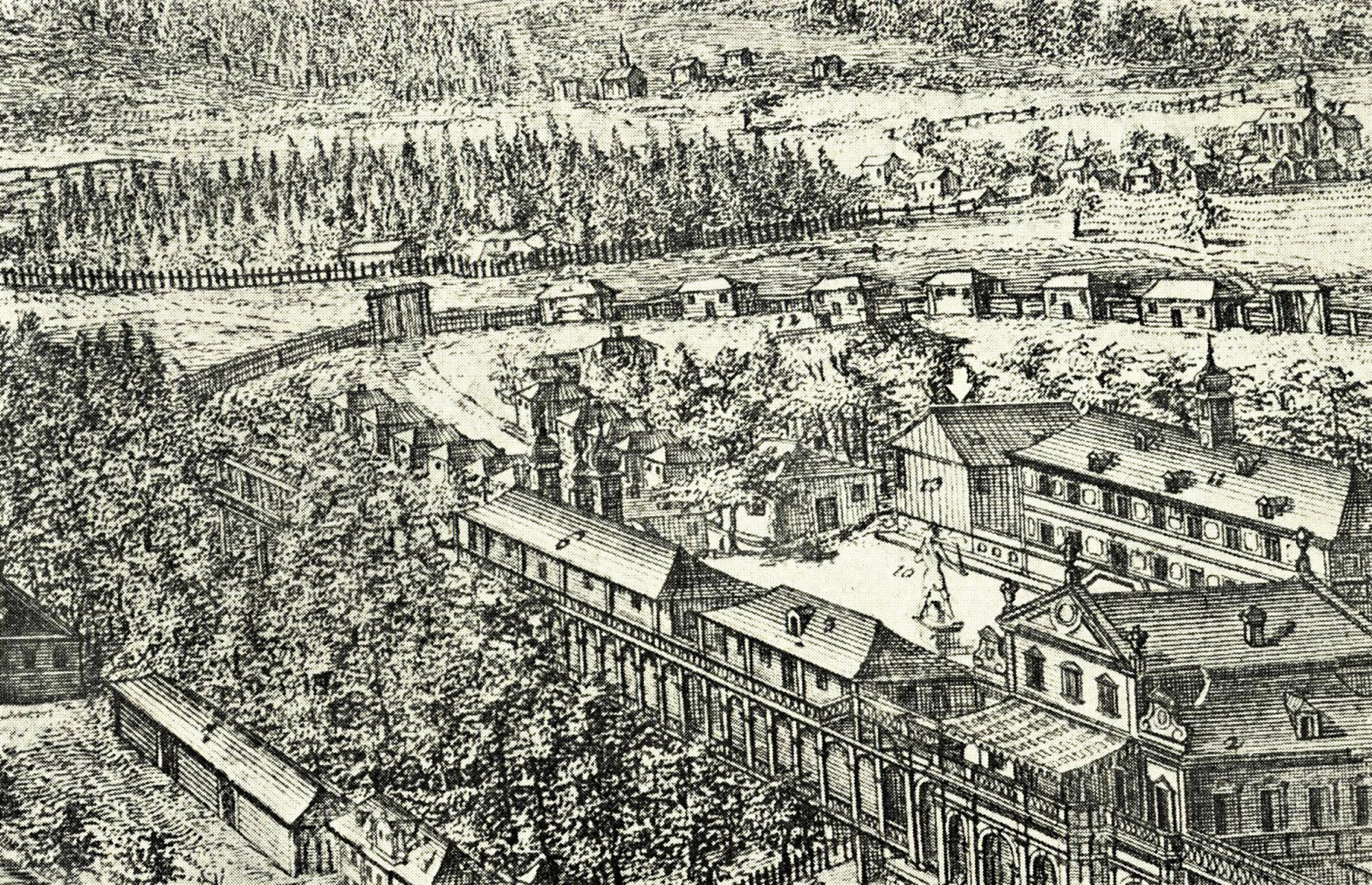
Centrální část lázní Kuks na rytině M. H. Rentze z roku 1724. Před hostincem U Zlatého slunce a divadlem stojí socha Herkommana

Existence pramenů, vyvěrajících na levém břehu Labe, z nichž některé měly být údajně léčivé, inspirovala majitele panství hraběte Františka Antonína Šporka k vybudování lázní, později známých pod německým názvem jako Bad Kukus. Cílem bylo vybudovat společenské a kulturní centrum, které by přitáhlo pozornost umělců, literátů i ostatních šlechticů, kteří Františka Antonína Šporka kvůli prostému, neurozenému původu jeho otce dosud přehlíželi.

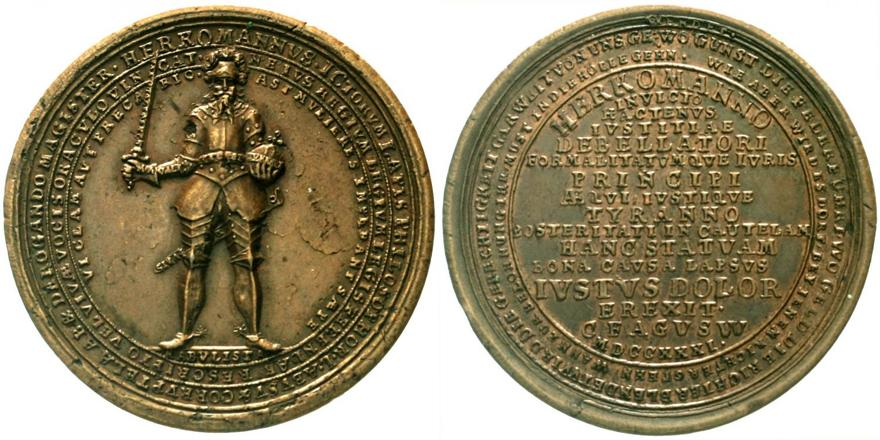
Christian Wermuth: posměšná medaile s Herkommanem, vytvořená pro F. A. Šporka v roce 1731

Základy budoucích lázní, včetně kaple Nanebevzetí Panny Marie a nejstarší, tehdy jen dřevěné lázeňské budovy, vznikly v letech 1692–1696 Hlavní etapa budování reprezentativního lázeňského komplexu spadá do prvních dvou dekád 18. století. Již v roce 1699 na terase nad řekou Labe vznikl panský hostinec U Zlatého slunce. Vedle něj byla v roce 1702 postavena nejstarší dřevěná budova divadla, v niž během letní lázeňské sezóny vystupovaly hostující německé soubory. V dalších letech byly vystavěny jednotlivé lázeňské domy, v roce 1710 byla dokončena přestavba jedné z těchto budov na nový Šporkův zámek. 
Rozsáhlá architektonicko-urbanistická kompozice, rozkládající se na obou březích Labe, byla dokončena v roce 1724, jak mj. ilustruje rytina dvorního Šporkova grafika Michaela Heinricha Rentze z téhož roku.  
Postava Herkommana, fiktivního představitele nepoctivých právníků, úředníků a církevních hodnostářů, vznikla v okruhu osob, obklopujících hraběte Šporka během jeho života v Kuksu. Následovalo rozhodnutí o vytvoření monumentální sochy, které bylo svěřeno spolupracovníkům Matyáše Bernarda Brauna z jeho věhlasné dílny. Braunovi pomocníci pracovali na soše v létě roku 1720 a dokončili ji na jaře roku 1721.
Ve dvacátých letech 18. století se postupně vyhrocovaly konflikty mezi hrabětem Šporkem, církevními představiteli, zejména jezuity, a vídeňskými úřady. Příčin bylo více – Šporkovy vydavatelské aktivity, jejichž součástí byl tisk a šíření (z pohledu církve) závadných knih, nekonvenční přístup k literatuře a umění, zájem o některé teologické směry, jako byl jansenismus, i bezprostřední majetkové právní spory s jezuity. 
Konflikt, který vznikl kvůli nenaplněné smlouvě mezi Františkem Antonínem Šporkem a představiteli jezuitské koleje v Žirči, byl završen událostmi z 26. července 1729, kdy ve dvě hodiny ráno do Kuksu vtrhl oddíl kyrysníků caraffovského pluku. Členové zvláštní komise, vyslané Českou dvorskou kanceláří, zde pod dohledem vojáků hledali zakázané knihy a zabavili značné množství literatury. K podobným událostem došlo ve stejné době i na Šporkově zámku v Lysé nad Labem a v Konojedech na Litoměřicku, kde byla rovněž zabavena Šporkova knihovna. Byl vytvořen soupis tzv. „závadného umění“ a některé malby a sochy, mezi něž patřilo i zpodobnění Herkommana, musely být zničeny. František Antonín Špork byl následně obviněn z kacířství a z řady dalších prohřešků Obvinění bylo nakonec uzavřeno v roce 1733 vcelku mírným rozsudkem, kterým byl hrabě Špork odsouzen za šíření zakázané literatury k pokutě 6 000 dukátů. Socha Herkommana byla po zásahu z roku 1729 změněna na sochu Goliáše a závadné texty byly odstraněny.

## Popis

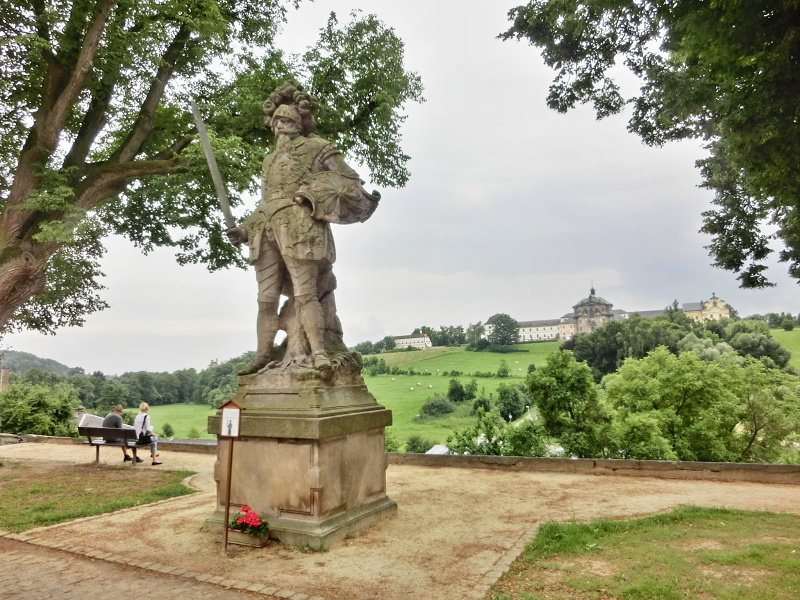
Socha Goliáše mezi památnými lípami, v pozadí je areál hospitálu

Socha stoji na terase ve svahu nad levým břehem Labe, čelem obrácená na sever, tj. k hostinci U Zlatého slunce. Původní figuru Herkommana představovala alegorická socha ozbrojence. Na podstavci, který má tvar mohutného, zhruba 2 metry vysokého kvádru, stála čtyři metry vysoká socha rytíře s mečem v pravé a říšským jablkem v levé ruce, která měla představovat karikaturu nepoctivého advokáta. Na jablku byl nápis "IURE ERUI", který v překladu z latiny znamená „Právem jsem dobyl.“ Tento nápis bylo možné přečíst ve stejném znění zleva i zprava, což mělo napovídat, že advokáti mohou vést právní spory nejen poctivě a správně, ale že se také mohou dopouštět úskoků a lží.
Postava rytíře (Herkommana – Goliáše) je rozkročená a mírně zakloněná. Je oděná v barokní brnění, vpředu na krunýři je reliéf draka, níže pak proti sobě jsou dva reliéfy gryfů. Tyto reliéfy jsou původní a byly již na soše Herkommana, zatímco říšské jablko s „hanlivým“ nápisem bylo později nahrazeno oválným štítem s rozetou. Na hlavě má Herkomman  – Goliáš přílbu se zdviženým hledím, zdobenou pštrosími pery. Původně byly u nohou Herkommana umístěny knihy, později byla tato část sochy přeměněna v pařez s balvany a rostlinnými motivy. Sochu Goliáše pak doplnila socha Davida s prakem, postavená naproti přímo u fasády hostince U Zlatého slunce.

## Přístup
Od mostu přes Labe směřuje na terasu k místům, kde kdysi stával Šporkův zámek, impozantní barokní schodiště s vodními kaskádami po stranách. Kolem hostince U Zlatého slunce  se sochami Davida a Goliáše vede trasa  „Naučné stezky Kuks“ a modře značená turistická stezka, která je v těchto místech totožná s trasou východočeské větve Svatojakubské cesty.